# Eddie Howe

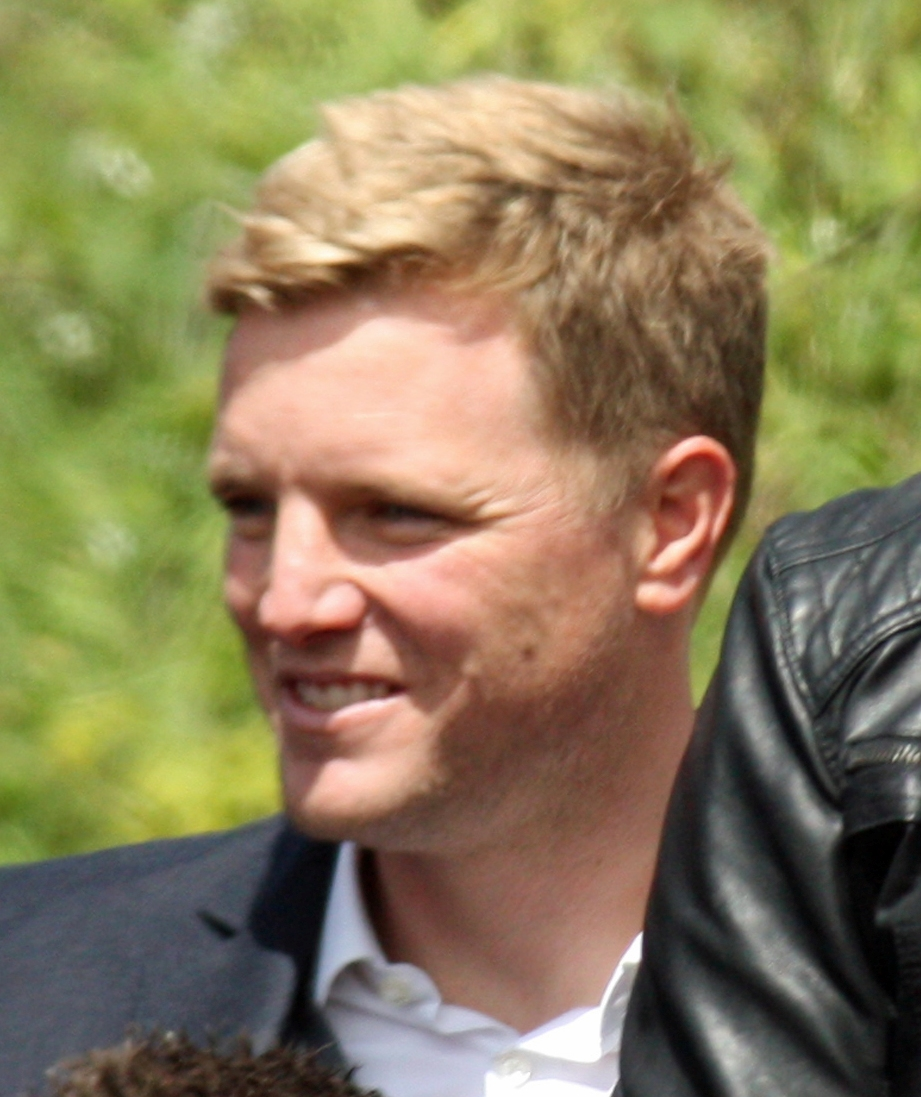
Eddie Howe efter att ha tagit AFC Bournemouth till Premier League år 2015.

Edward "Eddie" John Frank Howe, född 29 november 1977 i Amersham, är en engelsk fotbollstränare som från och med november 2021 är huvudtränare för Newcastle United i Premier League. Han har tidigare varit tränare för Burnley och Bournemouth. Howe hade åren 1994–2007 även en karriär som professionell fotbollsspelare. När han 2009 skrev på ett kontrakt som manager för Bournemouth blev han den yngsta tränaren i The Football League.

## Spelarkarriär
Howe inledde sin fotbollskarriär i den lokala klubben Rossgarth innan han anslöt sig till AFC Bournemouth. Han gjorde A-lagsdebut i en match mot Hull City i december 1995.